# Ignalino (stacja kolejowa)
Ignalina – stacja kolejowa w Ignalinie, w okręgu uciańskim, na Litwie. Znajduje się na linii kolejowej Wilno – Dyneburg.

## Historia
Stacja kolejowa wybudowana była w latach 1858-1862, w ramach budowy Kolei Warszawsko-Petersburska na terenie Litwy. Została otwarta w 1860 roku, kiedy ukończono linię Wilno-Psków, a 17 września rozpoczęto regularny ruch pociągów z Wilna do Dyneburga. Powstała pomiędzy stacjami Święciany a Dukszty.